# إسحاق بويي
إسحاق بويي (بالإنجليزية: Isaac Boye)‏ هو لاعب كرة قدم نيجيري، ولد في 5 يناير 1997. لعب مع نادي أوربرو.

## وصلات خارجية
- إسحاق بويي على موقع اتحاد السويد (السويدية)
- إسحاق بويي على موقع قاعدة بيانات كرة القدم.إي يو (الإنجليزية)
- إسحاق بويي على موقع Soccerway.com (الإنجليزية)